# 蓬登西亚斯
蓬登西亚斯是巴西北大河州的一个市镇。总面积419.141平方公里，总人口11657人，人口密度27.8人/平方公里。